# هرمز الثاني
إمبراطور فارس 302 م - 309 م. من آل ساسان .